# Эклс, Дженсен
Дже́нсен Росс Эклс (англ. Jensen Ross Ackles; род. 1 марта 1978, Даллас, Техас) — американский актёр, режиссёр и певец. Наиболее известные роли сыграл в телесериалах «Сверхъестественное», «Дни нашей жизни», «Тёмный ангел», «Тайны Смолвиля» и «Пацаны».

## Биография
Дженсен Эклс родился 1 марта 1978 года в Далласе (штат Техас, США) в семье актёра Алана Роджера Эклса и Донны Джоан Шеффер. Родители назвали сына Дженсеном, так как считали это имя редким. У Дженсена есть старший брат Джошуа (род. 1975) и младшая сестра Маккензи (род. 1985). Имеет ирландские, английские и шотландские корни.
В 1990 году Дженсен Эклс окончил начальную школу Дартмут в Ричардсоне (Техас), затем он перешёл в среднюю школу Аполло, которую окончил в 1993 году, а закончил он среднее образование в школе Беркнера в 1996 году. После окончания школы Дженсен собирался поступать в Техасский университет на физиотерапевта, но потом решил стать актёром и переехал в Лос-Анджелес.

## Карьера
Ещё в детстве снялся в рекламе детских товаров. Актёрская карьера Дженсена Эклса началась в 1996 году, когда он появился в эпизодических ролях в таких телесериалах, как «Мистер Роудс», «Школа в Ласковой долине», и «Сибилл». В 1997 году он получил роль Эрика Брэйди в сериале телеканала, NBC «Дни нашей жизни». В 2000 году Эклс ушёл из сериала «Дни нашей жизни», чтобы сняться в мини-сериале «Блондинка», повествующем о жизни Мэрилин Монро, он также проходил прослушивание на роль Кларка Кента в сериале «Тайны Смолвиля», но эта роль досталась Тому Уэллингу. В 2001 году Дженсен снялся в телесериале Джеймса Кэмерона «Тёмный ангел» (телеканал Fox) в эпизодической роли Бена/Х5-493, психопата и серийного убийцы, «брата» главной героини Макс/Х5-452 (в исполнении Джессики Альбы). Его персонаж погибает, но Дженсен возвращается во 2-м сезоне в роли близнеца Бена — Алека/Х5-494 — и остаётся в сериале до его отмены в 2002 году.
2003 год стал для Эклса плодотворным: он присоединился к актёрскому составу популярного сериала телеканала The WB «Бухта Доусона», где сыграл роль Си Джея, возлюбленного Джен Линдли. После этого Дженсен снялся в нескольких сериях так и не вышедшего в эфир телесериала «Спокойная жизнь» телеканала Fox перед тем, как его съёмки неожиданно прекратили.
В 2004 году снялся в небольшой роли в короткометражном фильме «The Plight of Clownana». Эклсу предлагали роль возлюбленного Элайзы Душку во 2-м сезоне сериала «Вернуть из мёртвых», но в 2004 году он вернулся в Ванкувер, где проходили съёмки «Тёмного ангела», чтобы сыграть роль Джейсона Тига, возлюбленного Ланы Лэнг (в исполнении Кристин Кройк) в телесериале «Тайны Смолвиля». В 2005 году Дженсен сыграл главную роль в фильме «Пожиратель душ» вместе со своим отцом.
В 2005 году Дженсен получил главную роль Дина Винчестера в мистическом сериале «Сверхъестественное» производства компании Warner Brothers, в котором также в главной роли снялся Джаред Падалеки. В 2007 году Дженсен был утверждён на роль Пристли в фильме «Десятидюймовый герой». В июне 2007 года Дженсен выступил на сцене театра Casa Mañana (Техас) вместе с Лу Филлипсом в спектакле «Несколько хороших парней», где он сыграл роль лейтенанта Дэниэла Кэффи, которого исполнил Том Круз в киноверсии этой постановки в 1992 году. Это был первый опыт Эклса на театральной сцене.
В 2010 году состоялся режиссёрский дебют Дженсена — он снял 4-ю серию 6-го сезона сериала «Сверхъестественное» — «Выходные у Бобби». В 2011 году Эклс срежиссировал 3-ю серию 7-го сезона этого же сериала — «Простая девчонка», также он был режиссёром 3-й серии 8-го сезона «Сердечные муки», 3-й серии 10-го сезона «Спасённая душа», 3-й серии 11-го сезона «Дурная кровь» и 4-й серии 15-го сезона «Люди любят монстров».
В октябре 2021 года Дженсен принимал участие в съёмках фильма «Раст» в роли маршала США Вуда Хелма. После инцидента на площадке он, сославшись на «конфликт графиков», покинул проект. Перед возобновлением съёмок сценарий был переписан, а роль досталась Джошу Хопкинсу.
В 2023 году снялся в главной роли в трейлере компьютерной игры Atomic Heart.
В июне 2024 года Эклс был утверждён на главную роль в криминальном сериале Prime Video «Последний отсчёт».

## Личная жизнь
С 2010 года женат на актрисе Дэннил Харрис.
У супругов есть трое детей:
- дочь Джастис Джей (Джей Джей) Эклс (род. 30 мая 2013)[13]
- сын Зеппелин Брэм Эклс и дочь Эрроу Родс Эклс (род. 2 декабря 2016)[14]

## Фильмография
| Год          |     | Русское название                                  | Оригинальное название                     | Роль                             |
| ------------ | --- | ------------------------------------------------- | ----------------------------------------- | -------------------------------- |
| 1996         | с   | Вишбон – собака-фантазер                          | Wishbone                                  | Майкл Дусс                       |
| 1996         | с   | Школа в Ласковой долине                           | Sweet Valley High                         | Брэд Роллинс                     |
| 1996—1997    | с   | Мистер Роудс                                      | Mr. Rhodes                                | Малкольм                         |
| 1997         | с   | Сибилл                                            | Cybill                                    | Дэвид                            |
| 1997—2000    | с   | Дни нашей жизни                                   | Days of Our Lives                         | Эрик Брэди                       |
| 2001         | тф  | Блондинка                                         | Blonde                                    | Эдвард Дж. Робинсон-младший      |
| 2001—2002    | с   | Тёмный ангел                                      | Dark Angel                                | Бен X5-493 / Алек Макдуэл X5-494 |
| 2002—2003    | с   | Бухта Доусона                                     | Dawson's Creek                            | Си Джей Брэкстон                 |
| 2003         | с   | Спокойная жизнь                                   | Still Life                                | Макс Морган                      |
| 2004         | кор | Заварушка в Клоунане                              | The Plight of Clownana                    | Дженсен                          |
| 2004—2005    | с   | Тайны Смолвиля                                    | Smallville                                | Джейсон Тиг                      |
| 2005         | ф   | Пожиратель душ                                    | Devour                                    | Джейк Грей                       |
| 2005—2020    | с   | Сверхъестественное                                | Supernatural                              | Дин Винчестер                    |
| 2007         | ф   | Десятидюймовый герой                              | Ten Inch Hero                             | Вооз Пристли                     |
| 2009         | ф   | Мой кровавый Валентин                             | My Bloody Valentine 3D                    | Том Ханнигер                     |
| 2010         | мф  | Бэтмен: Под красным колпаком                      | Batman: Under the Red Hood                | Джейсон Тодд / Красный колпак    |
| 2010         | ки  |                                                   | Tron Evolution: Battle Grids              | Гибсон                           |
| 2010         | ки  |                                                   | Tron: Evolution                           | Гибсон                           |
| 2011         | ки  |                                                   | The 3rd Birthday                          | Кайл Мэдиган                     |
| 2011         | мс  | Сверхъестественное: Анимация                      | Supernatural: The Anime Series            | Дин Винчестер                    |
| 2012         | ки  |                                                   | Life Weaver                               | Темный эльф                      |
| 2012         | с   | Бессмертный шум                                   | Undead Noise                              | гость на мероприятии             |
| 2015—2018    | с   | Шоу в Хилливуде                                   | The Hillywood Show                        | танцор / камео                   |
| 2017         | с   | Короли кона                                       | Kings of Con                              | Джастин Энглс                    |
| 2019         | ф   | Телесные игры                                     | Buddy Games                               | Джек Дерфи                       |
| 2021         | мф  | Бэтмен: Долгий Хэллоуин                           | Batman: The Long Halloween                | Брюс Уэйн / Бэтмен               |
| 2022—2023    | с   | Бескрайнее небо                                   | Big Sky                                   | Бо Арлен                         |
| 2022—2023    | с   | Винчестеры                                        | The Winchesters                           | Дин Винчестер                    |
| 2022 — н. в. | с   | Пацаны                                            | The Boys                                  | Бен / Солдатик                   |
| 2023         | мф  | Легион супергероев                                | Legion of Super-Heroes                    | Брюс Уэйн / Бэтмен               |
| 2023         | ф   | Телесные игры 2                                   | Buddy Games: Spring Awakening             | Джек Дерфи                       |
| 2023         | мф  | Лига Справедливости: Мир войны                    | Justice League: Warworld                  | Брюс Уэйн / Бэтмен               |
| 2023         | с   | Поколение «Ви»                                    | Gen V                                     | Солдатик                         |
| 2024         | мф  | Лига справедливости: Кризис на бесконечных землях | Justice League: Crisis on Infinite Earths | Брюс Уэйн / Бэтмен               |
| 2024         | с   | Следопыт                                          | Tracker                                   | Рассел Шоу                       |
| 2025         | с   | Последний отсчёт                                  | Countdown                                 | Марк Мичум                       |
|              | с   | Восстание Vought                                  | Vought Rising                             | Бен / Солдатик                   |

## Дискография
- Vol. 1[англ.] (2019)
- Vol. 2[англ.] (2021)
- Keep On Ramblin' (2023)

## Награды и номинации
| Год  | Название             | Премия                       | Категория | Результат |
| ---- | -------------------- | ---------------------------- | --- | --------- |
| 1998 | Дни нашей жизни      | «Дайджест мыльных опер»      | «Выдающийся мужской дебют» | Победа    |
| 1998 | Дни нашей жизни      | «Дневная премия „Эмми“»      | «Выдающийся молодой актёр в драматическом телесериале»                                                                                   | Номинация |
| 1999 | Дни нашей жизни      | «Дневная премия „Эмми“»      | «Выдающийся молодой актёр в драматическом телесериале»                                                                                   | Номинация |
| 2000 | Дни нашей жизни      | «Дневная премия „Эмми“»      | «Выдающийся молодой актёр в драматическом телесериале»                                                                                   | Номинация |
| 2006 | «Сверхъестественное» | Teen Choice Award            | «Прорыв года» | Номинация |
| 2006 | «Сверхъестественное» | Constellation Award          | «Лучшая мужская роль в 2006 году в фантастических телевизионных фильмах» (за 1-ю серию 2-го сезона «Когда придёт мой смертный час»)      | Номинация |
| 2007 | «Сверхъестественное» | SFX Award                    | «Лучший ТВ актёр» | Номинация |
| 2008 | «Сверхъестественное» | Constellation Award          | «Лучшая мужская роль в 2007 году в фантастических телевизионных фильмах» (за 20-ю серию 2-го сезона «Что есть и чему никогда не бывать») | Номинация |
| 2008 | «Сверхъестественное» | Ewwy Award                   | «Лучший актёр драматического сериала» | Победа    |
| 2009 | «Сверхъестественное» | Constellation Award          | «Лучшая мужская роль в 2008 году в фантастических телевизионных фильмах» (за 3-ю серию 4-го сезона «В начале»)                           | Номинация |
| 2010 | «Сверхъестественное» | Ewwy Award                   | «Лучший актёр драматического сериала» | Победа    |
| 2010 | «Сверхъестественное» | Constellation Award          | «Лучшая мужская роль в 2009 году в фантастических телевизионных фильмах» (за 4-ю серию 5-го сезона «Конец»)                              | Номинация |
| 2011 | «Сверхъестественное» | TV Guide Award               | «Любимый актёр» | Победа    |
| 2012 | «Сверхъестественное» | Teen Choice Award            | ТВ Актёр: Фантастика | Номинация |
| 2013 | «Сверхъестественное» | Constellation Award          | «Лучшая мужская роль в 2012 году в фантастических телевизионных фильмах» (за 1-ю серию 8-го сезона «Поговорим о Кевине»)                 | Номинация |
| 2013 | «Сверхъестественное» | People’s Choice Award        | «Любимый драматический актёр ТВ» | Номинация |
| 2021 | «Сверхъестественное» | Critics' Choice Super Awards | «Лучший актер сериала в жанре ужасов» | Победа    |
| 2022 | «Пацаны»             | Saturn Awards                | «Лучший приглашенный актер (потоковое вещание)»                                                                                          | Номинация |
| 2024 | «Пацаны»             | Astra TV Awards              | «Лучший актер второго плана в драматическом сериале»                                                                                     | Победа    |

### Комментарии
1. ↑  Также широко распространён вариант написания фамилии как «Эклз»